# Соинио, Каарло
Каарло Эйно Кюёсти Сойнио (фин. Kaarlo Eino Kyösti Soinio; 28 января 1888, Гельсингфорс — 24 октября 1960, Хельсинки) — финский гимнаст и футболист, бронзовый призёр летних Олимпийских игр 1908.
На Играх 1908 в Лондоне участвовал в командном первенстве по гимнастике, в котором его сборная заняла третье место.
На Олимпиаде 1912 в Стокгольме провёл один матч за футбольную сборную против Италии. В итоге его команда заняла четвёртое место.